# JD Sports
JD Sports Fashion PLC (bekannt als JD Sports oder JD) ist ein britisches Sportmode-Einzelhandelsunternehmen mit Sitz in Bury, Greater Manchester. Es ist an der Londoner Börse notiert und Bestandteil des FTSE 100 Index. Die Pentland Group besitzt 55 % des Unternehmens.

## Geschichte
Das Unternehmen wurde 1981 von John Wardle und David Makin (daher der Name des Unternehmens JD) als Einzelhandelsfiliale in Bury, Greater Manchester, gegründet und eröffnete 1983 ein weiteres Geschäft im Arndale Centre in Manchester.
Im Mai 2005 kaufte die Pentland Group die Anteile von Wardle und Makin für 44,6 Millionen Pfund und erwarb damit 45 % des Unternehmens.
Im Mai 2022 trat Peter Cowgill mit sofortiger Wirkung von seiner Position als Executive Chair zurück.

## Unternehmen
Das Unternehmen betreibt nach eigenen Angaben international mehr als 3.600 Filialen und ist in Deutschland gegenwärtig mit knapp 100 Filialen vertreten. Seit Oktober 2022 werden die Geschäfte von JD in Deutschland von Steffen Liese geleitet.